# Béhagnies
Béhagnies ist eine französische Gemeinde im Département Pas-de-Calais in der Region Hauts-de-France. Sie gehört zum Kanton Bapaume im Arrondissement Arras.

## Lage
Die Gemeinde Béhagnies liegt südöstlich des Artois, 18 Kilometer südlich der Innenstadt von Arras. Sie grenzt im Norden an Ervillers, im Nordosten an Mory, im Südosten an Sapignies, im Süden an Biefvillers-lès-Bapaume, im Südwesten an Bihucourt und im Nordwesten an Gomiécourt. Die ehemalige Route nationale 37 und heutige Départementsstraße 917 führt über Béhagnies.

## Bevölkerungsentwicklung
| Jahr                       | 1962 | 1968 | 1975 | 1982 | 1990 | 1999 | 2006 | 2012 | 2022 |
| -------------------------- | ---- | ---- | ---- | ---- | ---- | ---- | ---- | ---- | ---- |
| Einwohner                  | 150  | 151  | 137  | 133  | 115  | 127  | 131  | 115  | 121  |
| Quellen: Cassini und INSEE |      |      |      |      |      |      |      |      |      |

## Sehenswürdigkeiten

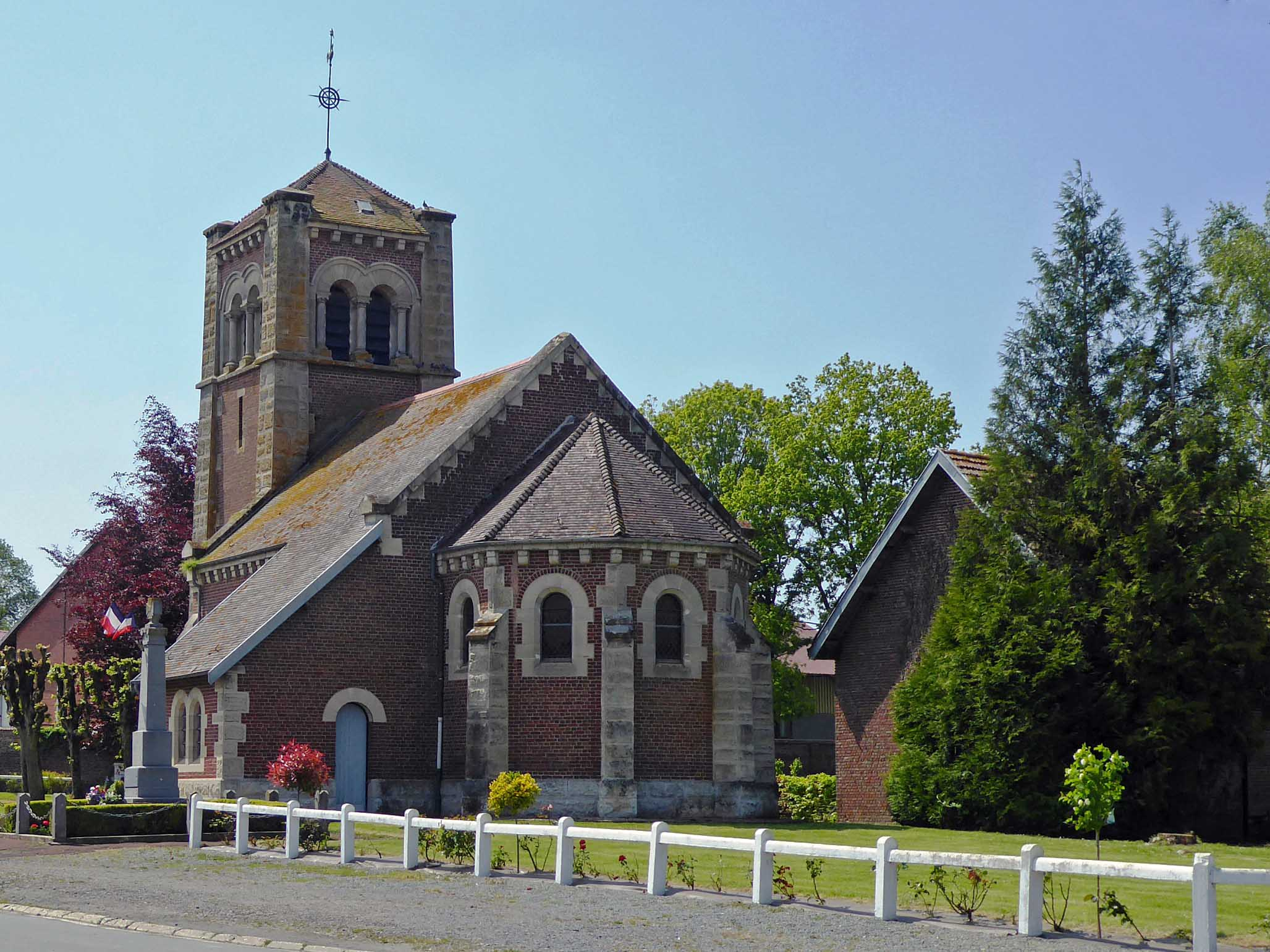
Kirche Saint-Martin
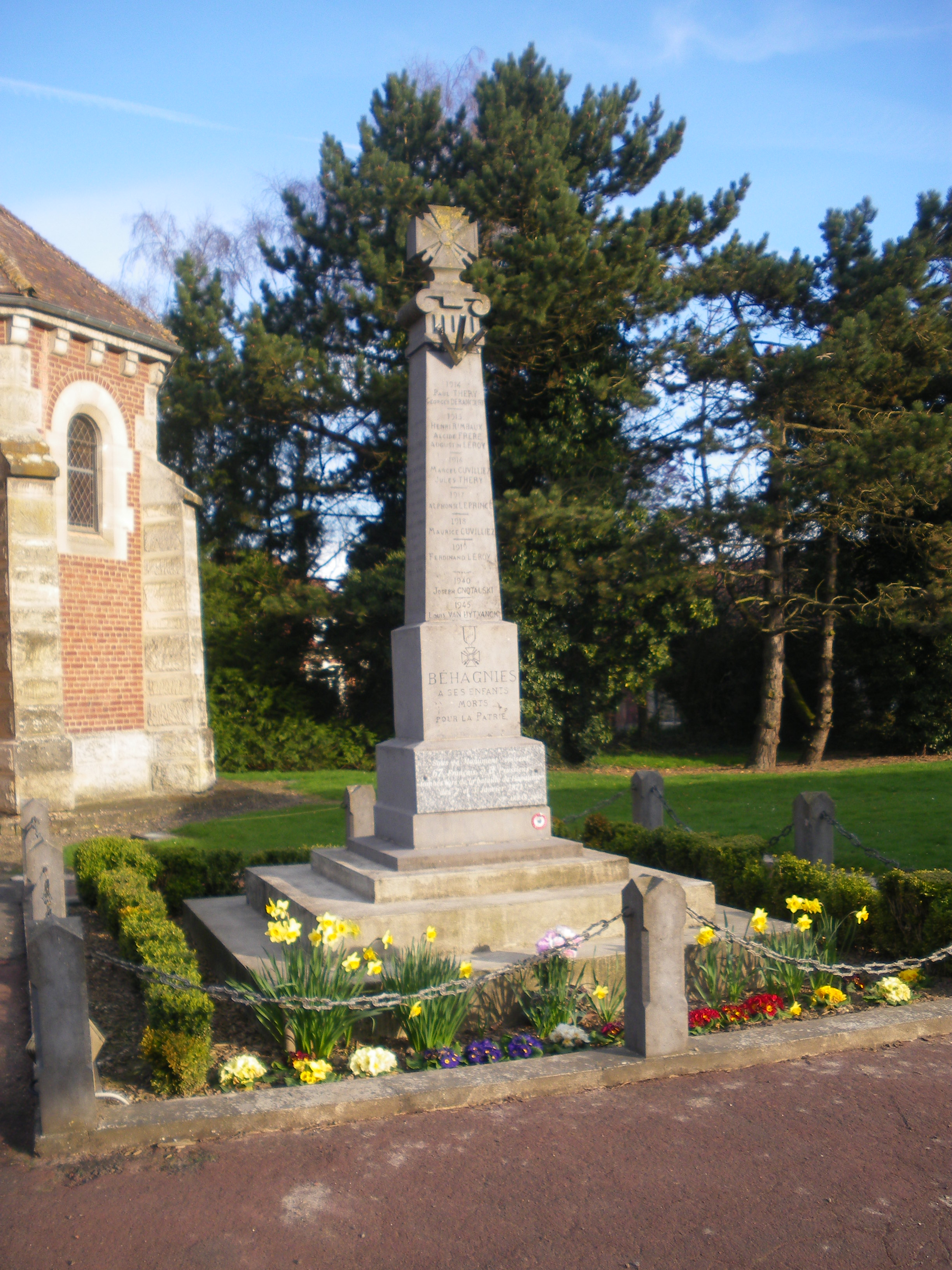
Gefallenendenkmal

- Kirche Saint-Martin
- Gefallenendenkmal